# Gjirokastër (kraj)
Kraj Gjirokastër (albánsky Qarku i Gjirokastrës) je jeden z 12 krajů v Albánii. Skládá se z okresů Gjirokastër, Përmet a Tepelenë a hlavním městem je Gjirokastër. Obyvatelstvo tvoří značný podíl Řeků.
Na jihovýchodě hraničí s Řeckem. Sousedí s krajem Berat na severu, s krajem Korçë na východě, s krajem Vlorë na západě a s krajem Fier na severovýchodě.